# أنيزا (أرتا)
أنيزا (Ανέζα) هي مدينة في أرتا في مقاطعة كينتريكي إلادا في اليونان.
يبلغ عدد سكانها حوالي 1062 نسمة.